# 大雄寺 (宮城県南三陸町)
大雄寺（だいおうじ）は、宮城県本吉郡南三陸町志津川にある曹洞宗の寺院。山号は松林山。本尊は阿弥陀如来。

## 歴史
平安時代末、奥州藤原氏三代藤原秀衡の四男、高衡によって開基したと伝わる。創寺当初は天台宗の寺で元々は中瀬町にあったが、一時衰微して、1537年（天文6年）に登米町龍源寺三世、中室存的和尚が曹洞宗に改め、阿弥陀如来を本尊として現在の地に再建した。その後1648年（慶安元年）に焼失、1717年（享保2年）に再建。「安永風土記書出」が書かれた1774年（安永3年）には、「客殿、西向竪十四間横六間半」と記されていることから、大伽藍の様相を呈していた寺院であったことが偲ばれる。現在の本堂は萱葺きとして江戸時代末期に建てられたものを1980年（昭和55年）に赤瓦に葺き替えた。南に延びていた参道には樹齢300年はあろうかという84本の杉並木があったが、東日本大震災の津波により枯死、その材は沼田に再建されたあさひ幼稚園に使用されている。

## 指定文化財
鐘楼を含む山門は、1751年（宝暦元年）に入谷の山内甚之丞によって寄進されたもので、町内に現存する建物としてはもっとも古いもののひとつで町から有形文化財に指定されている。当寺には他にも、地獄絵や間引き絵馬、キリシタン禁制の制札など、藩政時代の貴重な資料が数多く残されている。

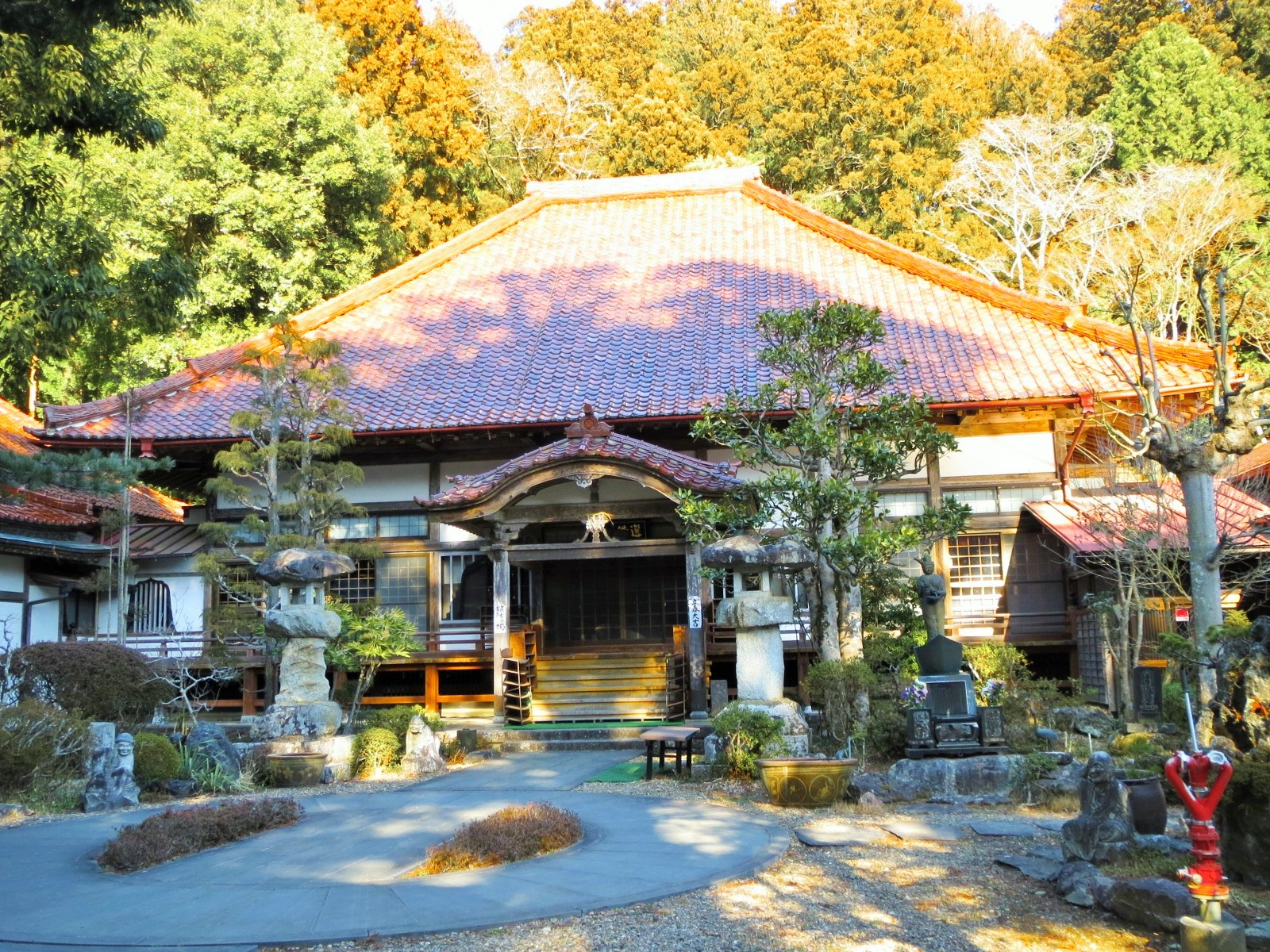
本堂

## 現地情報
所在地
- 宮城県本吉郡南三陸町志津川町田尻畑 10-1

交通アクセス
- 気仙沼線志津川駅から徒歩30分
- 三陸沿岸道路志津川インターチェンジから車6分

駐車場
- あり